# C. Farris Bryant

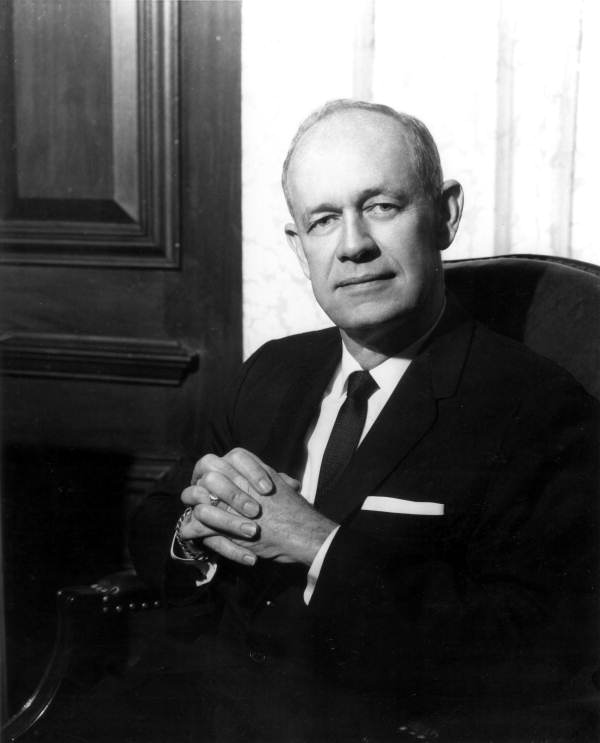
C. Farris Bryant

Cecil Farris Bryant (* 26. Juli 1914 im Marion County, Florida; † 1. März 2002 in Jacksonville, Florida) war ein US-amerikanischer Politiker und von 1961 bis 1965 der 34. Gouverneur von Florida.

## Frühe Jahre und politischer Aufstieg
Farris Bryant besuchte die University of Florida und studierte anschließend  bis 1938 an der Harvard University Jura. Danach arbeitete er am Rechnungshof von Florida, ehe er 1942 in das Repräsentantenhaus von Florida einzog. Allerdings übte er dieses Mandat nicht lange aus, weil er während des Zweiten Weltkriegs als Marinesoldat in verschiedenen Einsatzgebieten diente. Im Jahr 1946 wurde er erneut in das Staatsparlament gewählt. Dieses Mandat behielt er bis 1956, zwischenzeitlich war er auch Präsident des Hauses. Im Jahr 1956 strebte er das Amt des Gouverneurs an, aber er konnte sich innerhalb seiner Demokratischen Partei nicht gegen LeRoy Collins durchsetzen. Vier Jahre später war er erfolgreicher. Nachdem er die Nominierung seiner Partei erhalten hatte, gelang ihm auch der Wahlsieg mit knapp 60 Prozent der Stimmen gegen den Republikaner George C. Petersen.

## Gouverneur von Florida
Bryant trat seine vierjährige Amtszeit am 3. Januar 1961 an. Er setzte sich sehr für den Erhalt der Natur und der Umwelt ein und kaufte Land zur Anlegung von Naturschutzgebieten und Naturparks. Er setzte die Bildungspolitik seines Vorgängers fort. Damals wurden in Florida neue Schulen und Universitäten errichtet. Außerdem setzte er auf einen Ausbau des Straßen- und Autobahnnetzes des Landes. Seine Regierungszeit war die Zeit der Bürgerrechtsbewegung in den Vereinigten Staaten und Bryant selbst war ein Anhänger der Segregation. Trotzdem schickte er seine Töchter auf integrierte Schulen und unterstützte das Bürgerrechtsgesetz der Regierung von Präsident Lyndon B. Johnson. Auf diese Weise blieb auch in seiner Amtszeit Florida von größeren Rassenausschreitungen verschont.

## Weiterer Lebensweg
Nach Ablauf seiner Amtszeit am 5. Januar 1965 blieb er politisch aktiv. Präsident Johnson berief ihn in den Nationalen Sicherheitsrat der USA. Außerdem war er auch noch Mitglied der Notfallkommission im Weißen Haus. Im Jahr 1970 kandidierte er erfolglos für einen Sitz im US-Senat. In seinen letzten Jahren war er als Rechtsanwalt in Jacksonville tätig, wo er auch im Jahr 2002 verstarb. Farris Bryant war mit Julia Burnett verheiratet, mit der er drei Töchter hatte.